# FC Sheriff 2 Tiraspol
FC Sheriff 2 Tiraspol este a doua echipă a clubului FC Sheriff Tiraspol. Ea evoluează în Divizia „A”, eșalonul secund al sistemului fotbalistic din Republica Moldova.

## Palmares
- Divizia "A" (6): 1999-2000, 2000-2001, 2007-2008, 2011-2012, 2014-2015, 2021-2022.

## Lotul actual
| Nr. |                   | Poziție | Jucător             |
| --- | ----------------- | ------- | ------------------- |
| 1   | Republica Moldova | P       | Denis Macogonenco   |
| 3   | Republica Moldova | F       | Igor Bordan         |
| 11  | Rusia             | M       | Dmitri Semirov      |
| 16  | Republica Moldova | A       | Vadim Paireli       |
| 17  | Republica Moldova | A       | Igor Dima           |
| 19  | Republica Moldova | M       | Vadim Oleinik       |
| 20  | Republica Moldova | A       | Nicolai Pogoshla    |
| 21  | Republica Moldova | F       | Artur Apostolov     |
| 23  | Rusia             | M       | Vladislav Satalkhin |

| Nr. |                   | Poziție | Jucător             |
| --- | ----------------- | ------- | ------------------- |
| 25  | Republica Moldova | P       | Kirill Chulochi     |
| 26  | Republica Moldova | F       | Yevgeny Shvedul     |
| 26  | Republica Moldova | M       | Dmitri Voloshin     |
| 27  | Republica Moldova | M       | Stanislav Sinkovscy |
| 28  | Republica Moldova | M       | Konstantin Turkan   |
| 33  | Republica Moldova | M       | Valentin Bîrdan     |
| 33  | Republica Moldova | M       | Igor Poyarkov       |
| 73  | Rusia             | M       | Andrey Makhritscy   |
| 77  | Republica Moldova | F       | Nicolai Volkov      |

## Stadion

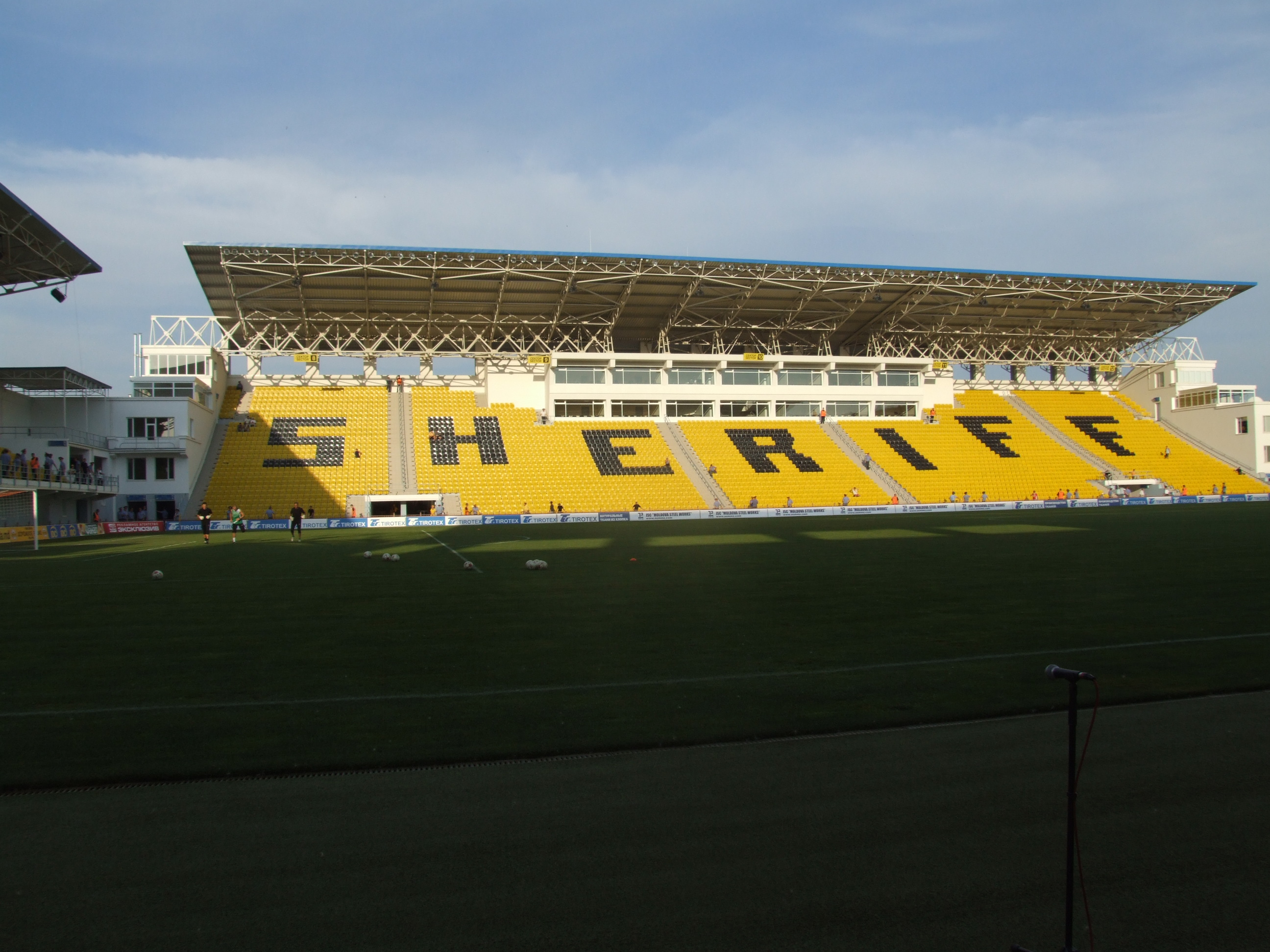
Panoramă interioară a Stadionului Sheriff.

În luna august a anului 2000 în partea de vest a orașului Tiraspol, a început construcția unui complex Sportiv. Peste doi ani, în iunie 2002 a fost dată în exploatare Arena Mare a Complexului Sportiv Sheriff. Inspectorul UEFA care a vizitat Stadionul Sheriff a fost plăcut uimit de capodopera din Tiraspol, oferindui un punctaj maxim. În august 2002, Stadionul Sheriff a fost vizitat de Joseph Blatter, care de asemenea a apreciat înalt complexul cotândul ca drept, unul de rang FIFA.
Teritoria noului complex are peste 40 hectare. Arena Mare a complexului are o capacitate de 14.000 de locuri. Arena este dotată cu un echipament modern de televizare a meciurilor conform celor mai înalte standarde. Are un ecran video cu o suprafață de 40 de metri pătrați. În componența complexului mai intră și Arena Mică cu o capacitate de 8.000 de locuri, 8 terenuri pentru antrenamente, un manej fotbalistic acoperit și un complex locativ.